# Dracunculus (rondworm)
Dracunculus is een geslacht uit de orde Camallanida (of Spirurida) van rondwormen (Nematoda). Het zijn draadvormige rondwormen die leven als parasiet in gewervelde dieren zoals vissen, reptielen en zoogdieren. De Guineaworm (Dracunculus medinensis), die de ziekte Dracunculiasis veroorzaakt, behoort tot dit geslacht.

## Taxonomische indeling
- Geslacht Dracunculus
  - Dracunculus insignis
  - Dracunculus lutrae
  - Dracunculus medinensis (Guineaworm)
  - Dracunculus oesophageus
  - Dracunculus sp. V3104

Cairncross et al (2002) onderscheiden tien soorten, meer dan vermeld in de taxonomybrowser. De Guineaworm is aangetroffen bij een groot aantal zoogdieren.  D. insignis werd gevonden bij honden en wilde roofdieren in Canada en de Verenigde Staten,   D. lutrae bij otters in Canada, D. oesophageus bij slangen in zowel Madagaskar als in Italië. Daarnaast vonden zij nieuwe soorten vooral in slangen uit onder andere Afrika en Azië.